# 靈異事件
靈異事件或靈異現象是常人所謂與已死之人的靈魂、靈界的鬼魂、或是超自然的物體、靈體、生命體有過不同程度地接觸，而發生的超自然事件。

## 研究
常人多將無法用自身一般所知的科學、物理學或醫學常識做出合理解釋的顯靈、撞邪、見鬼、詛咒、託夢、抓交替、附身、凶宅、靈魂出竅等經驗事件，歸類於靈異現象。
靈異現象的研究不只是單純科學或心理學領域的問題，也涉及文化及社會學的層面。
唯物論的立場則以特異功能來解釋靈異現象，否定鬼魂的存在。

## 另見
- 超自然現象
- 超常現象
- 騷靈現象
- 通靈
- 怪談
- 靈異故事
- 臺灣靈異節目
- 詭異檔案
- 恐怖熱線
- 恐怖在線
- 靈探

## 外部連結
- 自由時報搜尋「靈異 （页面存档备份，存于）」及「靈異事件 （页面存档备份，存于）」相關新聞